# 古兰·慕尤丁·坎吉
古兰·慕尤丁·坎吉（1911年12月22日—2003年2月13日）是英属印度马纳瓦达尔土邦的统治者，马纳瓦达尔是与英属印度相关的土邦之一。 尽管坎吉在印巴分治之后选择了将马纳瓦达尔加入巴基斯坦，但该土邦很快被印度吞并，随后的全民公决中，亲印派大获全胜。坎吉是一名能干的运动员，曾为西印度板球队打板球，晚年还担任巴基斯坦曲棍球联合会主席。

## 早年
慕尤丁·坎吉于1911年12月22日出生，他是纳瓦卜·法特胡丁·坎吉的长子。他的母亲法蒂玛·西迪卡·别姬是法特胡丁的第二任妻子。

## 统治
1918年10月19日，在他父亲去世后，坎吉继承了马纳瓦达尔土邦的王位。当时由于他只有7岁，他的母亲一直担任摄政女王，直到1931年，20岁的坎吉进行登基仪式。
在1947年印度独立和印巴分治之后，原英属印度境内的各土邦被邀请要么加入印度或巴基斯坦，要么保持独立。9月24日，坎吉选择加入新的巴基斯坦自治领。 然而，在时任印度副总理萨达尔·瓦拉巴伊·帕特尔的命令下，印度于10月22日吞并了这个土邦。随后举行了全民公决。在所投的31,434票中，只有34票赞成加入巴基斯坦。
之后，坎吉被软禁，后来被捕。1951年，他获释后前往巴基斯坦。

## 运动员
坎吉是米占·纳斯鲁丁·马苏德执教的马纳瓦达尔曲棍球队的创始人。在他的带领下，该队在新西兰参加巡回赛，并在1934年赢得了所有比赛。 同年，他作为印度男子国家曲棍球队的成员，代表印度参加了西亚运动会。
坎吉还打板球，并在1935至1941年间代表西印度板球队参赛。 移居巴基斯坦后，他成为了巴基斯坦曲棍球联合会的主席。
此外，他还领导马纳瓦达尔板球队参加巴基斯坦国内和国际的探险。

## 个人生活
1933年11月14日，坎吉与他的第一任妻子库迪西亚·西迪卡别姬结婚，她是库尔瓦伊土邦大汗的女儿。1945年7月，他迎娶第二任妻子纳瓦卜·阿比达别姬。他有五个儿子和六个女儿，其中最后一个出生于1963年。 他的长子莫哈末·阿斯兰汗生于1935年，也是一名板球运动员。在1980年英年早逝 坎吉的孙女之一莎瓦·吉拉尼是一名演员。
坎吉的全名和头衔是纳瓦卜·古兰·慕尤丁·坎吉·法特胡丁·坎吉·巴比，马纳瓦达尔大汗萨希卜（英语：Nawab Ghulam Moinuddin Khanji Fatehuddin Khanji Babi，Khan Sahib of Manavadar）。他于1953年获得巴基斯坦国民勋章。
坎吉于2003年2月13日在信德省卡拉奇去世，享年92岁。